# Don Pritzlaff
Don Pritzlaff (* 23. Januar 1979 in Red Bank, New Jersey) ist ein US-amerikanischer Ringer. Er gewann bei der Weltmeisterschaft 2006 eine Bronzemedaille im freien Stil im Weltergewicht.

## Werdegang
Don Pritzlaff begann bereits im Alter von fünf Jahren mit dem Ringen. Sein erster Trainer war sein Vater Don Pritzlaff senior. Er besuchte die High School in Lyndhurst, New Jersey, wo er sich ebenfalls dem Ringen widmete. Trainiert wurde er dort von Ernie Monaco. Gleichzeitig wurde er Mitglied des Badger Wrestling Club. Weitere Trainer im Laufe seiner Karriere waren dann Sean Bormet und Barry Davis. Er rang nur im freien Stil und gehörte auch dem New York Athletic Club an.
Erste größere Erfolge auf der Ringermatte stellten sich 1995 ein. Er belegte in diesem Jahr den 3. Platz bei den USA-Juniorenmeisterschaften und gewann von 1995 bis 1997 dreimal in Folge den High-School-Meistertitel von New Jersey. 1998 wurde er US-amerikanischer Juniorenmeister im Leichtgewicht. Er wurde daraufhin bei der Junioren-Weltmeisterschaft in Las Vegas eingesetzt, wo er vor Fahretin Ozata aus der Türkei und Nikolaos Loizidis aus Griechenland den Titel gewann. Dies war ein verheißungsvoller Auftakt zu seiner internationalen Ringerlaufbahn.
Ab 1998 besuchte Don Pritzlaff die Universität von Wisconsin. Er beteiligte sich ab diesem Jahr bei den sog. NCAA-Championships, den US-amerikanischen Studentenmeisterschaften. Diese Meisterschaften haben in den Vereinigten Staaten einen enormen Stellenwert, weil fast alle US-amerikanischen Spitzenringer von den Universitäten kommen und dort geformt werden. Bei den NCAA-Championships 1998 belegte er den 6. Platz und 1999 den 5. Platz im Weltergewicht. 2000 und 2001 gewann er diesen Titel jeweils von Joe Heskett, der im weiteren Verlauf seiner Karriere einer seiner Hauptkonkurrenten werden sollte.
Die internationale Karriere von Don Pritzlaff, die 1998 so verheißungsvoll begonnen hatte, ging dann nicht in diesem erfolgreichen Stil weiter. Das hatte seinen Grund darin, dass er auf nationaler Ebene in Joe E. Williams und in Joe Heskett zwei Konkurrenten hatte, die er bei den US-amerikanischen Meisterschaften und den Olympia- bzw. Weltmeisterschafts-Ausscheidungen nicht besiegen konnte.
Erst im Jahre 2006 gelang es ihm US-amerikanischer Meister im Weltergewicht zu werden, wobei er im Endkampf erstmals auch Joe E. Williams besiegte. Bei der US-amerikanischen Weltmeisterschafts-Ausscheidung gelang es ihm in den entscheidenden Kämpfen Tyrone Lewis zu schlagen und damit die Fahrkarte zur Weltmeisterschaft in Guangzhou zu erwerben. Vorher wurde er aber noch bei den Pan Amerikanischen Meisterschaften in Rio de Janeiro eingesetzt, wo er im Weltergewicht hinter Iván Fundora aus Kuba den 2. Platz belegte. Bei der Weltmeisterschaft in Guangzhou besiegte Don Pritzlaff Richard Brian Addinal aus Südafrika u. Ruslan Kokajew aus Armenien, dann verlor er gegen Asghar Ali Bazrighaleh aus dem Iran. In der Trostrunde besiegte er dann aber Abdalhakim Schapijew aus Kasachstan und Murad Gaidarow aus Belarus, den er mit einer taktischen Meisterleistung mit 2:1 Runden bei 1:3, 1:0 u. 1:0 techn. Punkten schlug und gewann damit verdientermaßen eine WM-Bronzemedaille.
In den Jahren 2007 und 2008 gelang es ihm nicht, die Spitzenposition in den Vereinigten Staaten zu behaupten. Joe Heskett und Ben Askren platzierten sich bei den wichtigen nationalen Meisterschaften vor ihm, so dass er zu keinen weiteren Einsätzen bei den internationalen Meisterschaften kam.
Don Pritzlaff, der ein Soziologiestudium abgeschlossen hat, wohnt in Middleton, Wisconsin und ist Trainer an der Hofstra-Universität.

## Internationale Erfolge
| Jahr | Platz | Wettbewerb                                        | Gewichtsklasse | |
| 1998 | 1.    | Junioren-WM in Las Vegas                          | Leicht         | vor Fahrettin Ozata, Türkei u. Nikolaos Loizidis, Griechenland |
| 2001 | 1.    | Sunkist-Open in Phoenix, Arizona                  | Welter         | vor Wade Elliott, Kanada u. Byron Tucker, USA |
| 2002 | 3.    | New York AC-International                         | Welter         | hinter Joe Heskett u. Josh Koscheck, vor Andy Hrovat, alle USA |
| 2002 | 5.    | Sunkist-Open in Tempe, Arizona                    | Welter         | hinter Joe Heskett, Ramico Blackmon, Kirk White u. Jason Ramstetter, alle USA |
| 2002 | 3.    | "Henri-Deglane"-Memorial" in Nizza                | Welter         | hinter Kirk White, USA u. Raza Ramazanzadeh, Iran |
| 2002 | 1.    | "David-Schultz"-Memorial in Colorado Springs      | Welter         | |
| 2003 | 2.    | Sunkist-Open in Tempe                             | Welter         | hinter Ramico Blackmon, vor Sean Harrington, bde. USA u. Zoltan Hunyadi, Kanada |
| 2003 | 4.    | "David-Schultz"-Memorial in Colorado Springs      | Welter         | hinter Casey Cunningham u. Joe Heskett, bde. USA u. Zoltan Hunyadi |
| 2003 | 3.    | New York AC-International                         | Welter         | hinter Joe E. Williams u. Matt Lackey, bde. USA |
| 2004 | 4.    | "David-Schultz"-Memorial in Colorado Springs      | Welter         | hinter Joe Heskett, Ramico Blackmon u. Kirk White, alle USA |
| 2004 | 3.    | New York AC-International                         | Welter         | hinter Joe E. Williams u. Carl Fronhofer, bde. USA |
| 2005 | 1.    | "David-Schultz"-Memorial in Colorado Springs      | Welter         | vor Tyrone Lewis u. Luke Becker, bde. USA |
| 2005 | 2.    | New York AC-International                         | Welter         | hinter Kachab Chubetzky, Russland vor Dschamuludin Aliew, Russland |
| 2006 | 5.    | "Iwan-Yarigin"-Memorial in Krasnojarsk            | Welter         | hinter Albert Saritow, Sergei Kirilow, bde. Russland, Oleg Belozerkowski, Ukraine u. Dimitri Kirilow, Russland                                                                                                |
| 2006 | 2.    | Pan Amerikanische Meisterschaft in Rio de Janeiro | Welter         | hinter Iván Fundora, Kuba, vor Wilson Medina, Kolumbien |
| 2006 | 3.    | Golden-Grand-Prix in Baku                         | Welter         | hinter Gela Saghiraschwili, Georgien u. Arsen Gitinow, Russland, vor Sergei Kirilow, Russland |
| 2006 | 3.    | WM in Guangzhou                                   | Welter         | mit Siegen über Richard Brian Addinall, Südafrika u. Ruslan Kokajew, Armenien, einer Niederlage gegen Asghar Ali Bazrighaleh, Iran u. Siegen über Abdalhakim Schapijew, Kasachstan u. Murad Gaidarow, Belarus |
| 2007 | 3.    | Welt-Cup in Krasnojarsk                           | Welter         | hinter Soslan Tigijew, Usbekistan u. Denis Zargusch, Russland, vor David Achalmosulischwili, Georgien u. Sergei Witkowski, Russland                                                                           |

## Nationale Erfolge
| Jahr | Platz | Wettbewerb               | Gewichtsklasse | |
| 1995 | 3.    | USA-Junioren-Meistersch. | bis 60 kg KG   | |
| 1998 | 1.    | USA-Junioren-Meistersch. | Leicht         | |
| 2000 | 1.    | NCAA-Championships       | Welter         | vor Joe Heskett u. Steve Blackford                                                                 |
| 2001 | 1.    | NCAA-Championships       | Welter         | vor Joe Heskett u. Matt Lackey                                                                     |
| 2002 | 5.    | USA-Meisterschaft        | Welter         | hinter Joe E. Williams, Casey Cunningham, Ramico Blackmon u. Kirk White                            |
| 2002 | 3.    | WM-Trials                | Welter         | hinter Joe E. Williams u. Casey Cunningham                                                         |
| 2003 | 7.    | USA-Meisterschaft        | Welter         | hinter Joe E. Williams, Joe Heskett, Casey Cunningham, Byron Tucker, Ramico Blackmon u. Kirk White |
| 2003 | 5.    | WM-Trials                | Welter         | hinter Joe E. Williams, Joe Heskett, Kirk White u. Casey Cunningham                                |
| 2004 | 5.    | USA-Meisterschaft        | Welter         | hinter Joe E. Williams, Joe Heskett, Kirk White u. Ramico Blackmon                                 |
| 2004 | 6.    | Olympia-Trials           | Welter         | hinter Joe E. Williams, Jeo Heskett, Ramico Blackmon, Kirk White u. Casey Cunningham               |
| 2005 | 3.    | USA-Meisterschaft        | Welter         | hinter Joe E. Williams u. Kirk White                                                               |
| 2005 | 3.    | WM-Trials                | Welter         | hinter Joe E. Williams u. Kirk White                                                               |
| 2006 | 1.    | USA-Meisterschaft        | Welter         | vor Joe E. Williams, Tyrone Lewis u. Joe Heskett                                                   |
| 2006 | 1.    | WM-Trials                | Welter         | vor Tyrone Lewis, Joe Heskett u. Travis Paulson                                                    |
| 2007 | 3.    | USA-Meisterschaft        | Welter         | hinter Joe Heskett u. Casey Cunningham                                                             |
| 2007 | 4.    | WM-Trials                | Welter         | hinter Joe Heskett, Casey Cunningham u. Ramico Blackmon                                            |
| 2008 | 5.    | Olympia-Trials           | Welter         | hinter Ben Askren, Tyrone Lewis, Ramico Blackmon u. Ryan Churella                                  |

Anm.: alle Wettkämpfe im freien Stil, WM = Weltmeisterschaft, Trials = Ausscheidungsturnier, Weltergewicht, bis 2001 bis 76 kg, seit 2002 bis 74 kg Körpergewicht